# Joyaux de la Couronne norvégienne
Pour les articles homonymes, voir Joyaux de la couronne.

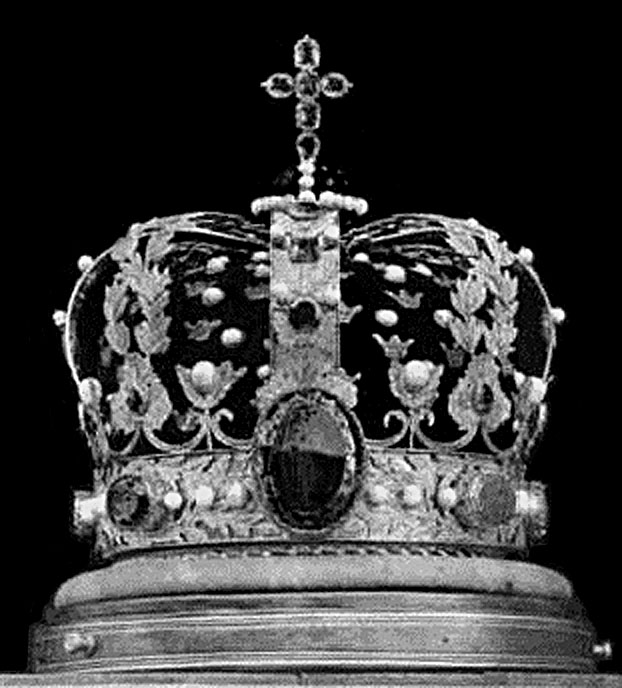
Couronne royale de Norvège, créée en 1818 pour le roi Charles III Jean (ou Charles XIV Jean en Suède).

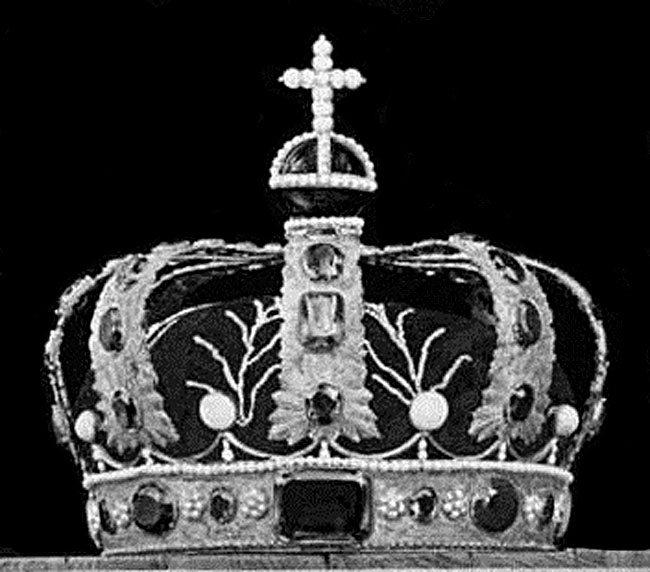
Couronne de la reine de Norvège.

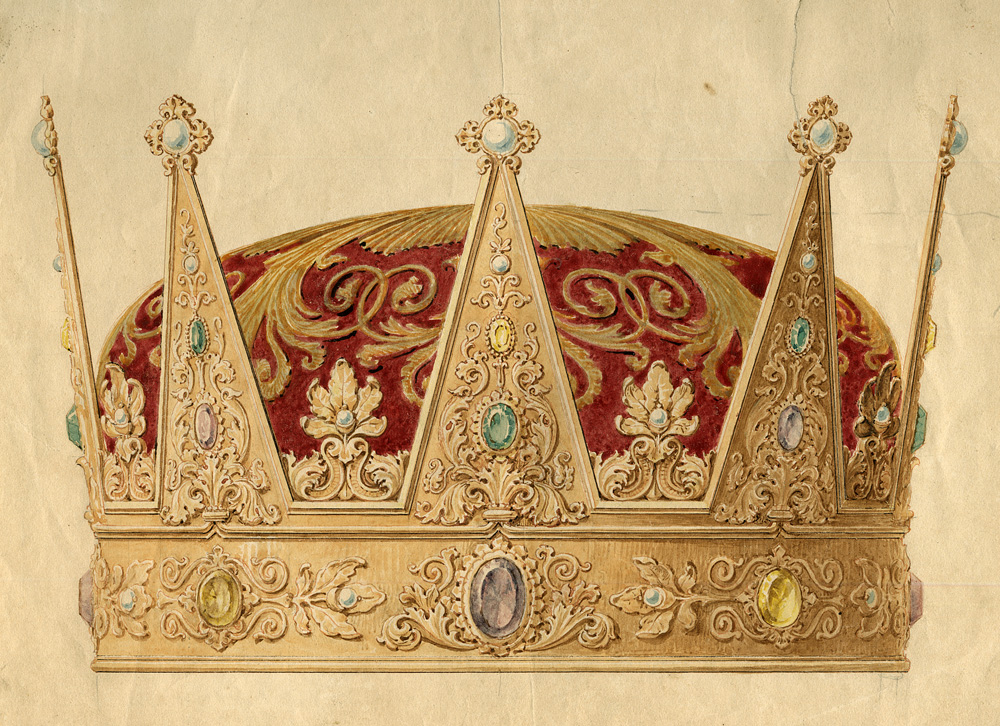
Couronne du prince héritier, peinte par Johannes Flintoe (1846).

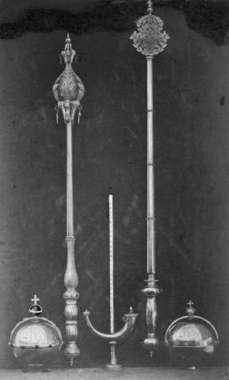
Sceptres et orbes du monarque et de son épouse, exposés à côté de la corne d'onction au musée folklorique norvégien (1881).

Les joyaux de la Couronne norvégienne, ou plus généralement, les regalia du royaume de Norvège (en norvégien : riksregaliene ou kronregaliene), sont les symboles de la monarchie norvégienne, la forme actuelle de gouvernement en Norvège, qui prévaut depuis plus de mille ans. Ils sont actuellement conservés au palais de l'Archevêché, à Trondheim.
La collection comprend la couronne du roi, la couronne de la reine et la couronne du prince héritier. Sont également inclus la corne d'onction, l'épée royale, deux sceptres et deux orbes, ainsi que d'autres accessoires, dont plusieurs manteaux, deux étendards royaux et des trônes de couronnement. Les couronnes du roi et de la reine, ainsi que la corne d'onction, sont de fabrication suédoise.

## Histoire
Les premiers insignes royaux norvégiens sont utilisés lors des couronnements au Moyen Âge. Après la réforme protestante, les monarques de Danemark — qui sont alors également rois de Norvège — ne sont jamais couronnés sur le sol norvégien. Lorsque la Norvège est unie à la Suède au XIXe siècle, la Constitution norvégienne entrée en vigueur le 17 mai 1814 stipule que le roi de Norvège doit être couronné dans la cathédrale de Nidaros, dans la ville de Trondheim. Le gouvernement suédois et le roi Charles Jean acceptent cette obligation.
Les joyaux médiévaux ayant disparu depuis longtemps, le roi Charles Jean fait réaliser une nouvelle couronne, une épée royale, un sceptre et un étendard royal pour son couronnement prévu le 7 septembre 1818. La fabrication des joyaux est confiée à Adolf Zethelius, propriétaire de la plus grande bijouterie de Stockholm. La couronne est en or pur et les autres joyaux en argent doré. Le prince héritier Oscar porte pour l'occasion une couronne suédoise, conformément à sa dignité. La reine Désirée n'est pas couronnée en Norvège, bien que ses joyaux aient été fabriqués à la demande du Storting (parlement norvégien).
Le couronnement du nouveau roi Oscar Ier à Trondheim est prévu pour 1846. Le Storting estime alors nécessaire de doter le prince héritier, Charles, d'une couronne norvégienne. Elle est fabriquée par Herman Colbjørnsen Øyset, selon un dessin de Johannes Flintoe. Néanmoins, le couronnement est repoussé à plusieurs reprises, et n'a finalement jamais lieu, en raison du refus de l'évêque de Nidaros de couronner la reine catholique Joséphine de Leuchtenberg. La couronne du prince héritier n'a jamais été utilisée.
Les joyaux de la Couronne sont utilisés lors des couronnements du roi Charles IV en 1860, du roi Oscar II en 1873, et du roi Haakon VII en 1906. Le paragraphe relatif au couronnement est abrogé de la Constitution en 1908 et les joyaux n'ont plus été portés depuis lors.
Lors de la prestation de serment et de la bénédiction du roi Olav V en 1958, les joyaux sont placés sur l'autel de la nef de la cathédrale, loin du chœur où se déroule la cérémonie. À la mort du roi en 1991, ils sont exposés à côté de sa tombe dans la citadelle d'Akershus. Lors de la cérémonie de bénédiction de Harald V et Sonja au sein de la cathédrale de Nidaros la même année, les couronnes du roi et de la reine sont placées de part et d'autre de l'autel principal de la cathédrale.

## Conservation
Charles III Jean estime en son temps que les joyaux doivent être conservés dans la cathédrale de Nidaros, édifice qui a acquis une grande valeur symbolique et historique pour les Norvégiens. Ils y restent, dans la chapelle du bras sud du transept, jusqu'en 1825. L'édifice étant humide et vétuste, les joyaux de la Couronne sont déplacés dans l'enceinte dite « royale » du palais de l'Archevêché, situé à côté de la cathédrale ; au bout de quelques années, ils sont transférés dans une tour de la citadelle d'Akershus (Oslo) puis placés peu après dans la chambre forte du siège de la Banque de Norvège (alors située à Trondheim). Ils y restent environ 150 ans, et n'en sont que rarement sortis. Pour autant que l'on sache, ils y sont restés pendant la Seconde Guerre mondiale, lorsque le pays était occupé par l'armée allemande.

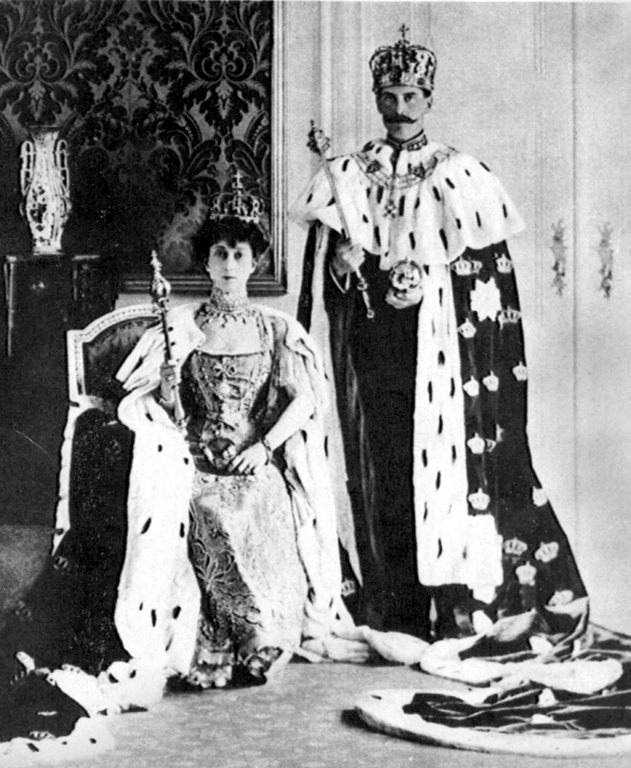
Le roi Haakon VII et la reine Maud portant les insignes royaux (1906).

En 1988, les joyaux sont retirés de leur enceinte et ramenés à la cathédrale de Nidaros, restaurée, pour être exposés au public dans la tour nord placée sous haute surveillance. La réinstallation des joyaux dans la cathédrale confirme la position de l'édifice comme lieu de couronnement. Toutefois, les conditions de leur conservation n'étant pas idéales, ils sont déplacés au palais de l'Archevêché où une exposition permanente est installée à partir de juin 2006 à l'occasion de la commémoration du 100e anniversaire du couronnement de Haakon VII et Maud.
Depuis 2003, le ministère norvégien de la Culture et des Affaires ecclésiastiques est responsable de la conservation des joyaux.
La tradition du couronnement des monarques de Norvège, devenue obsolète après le règne de Haakon VII, n'existe plus. La couronne est aujourd'hui symboliquement exposée sur un coussin lors de la cérémonie de bénédiction du nouveau roi, avec les autres joyaux. Jusqu'en 1974, elle était également exposée à l'ouverture du Parlement. Les manteaux royaux ne sont plus utilisés non plus.